# 永嘉集團

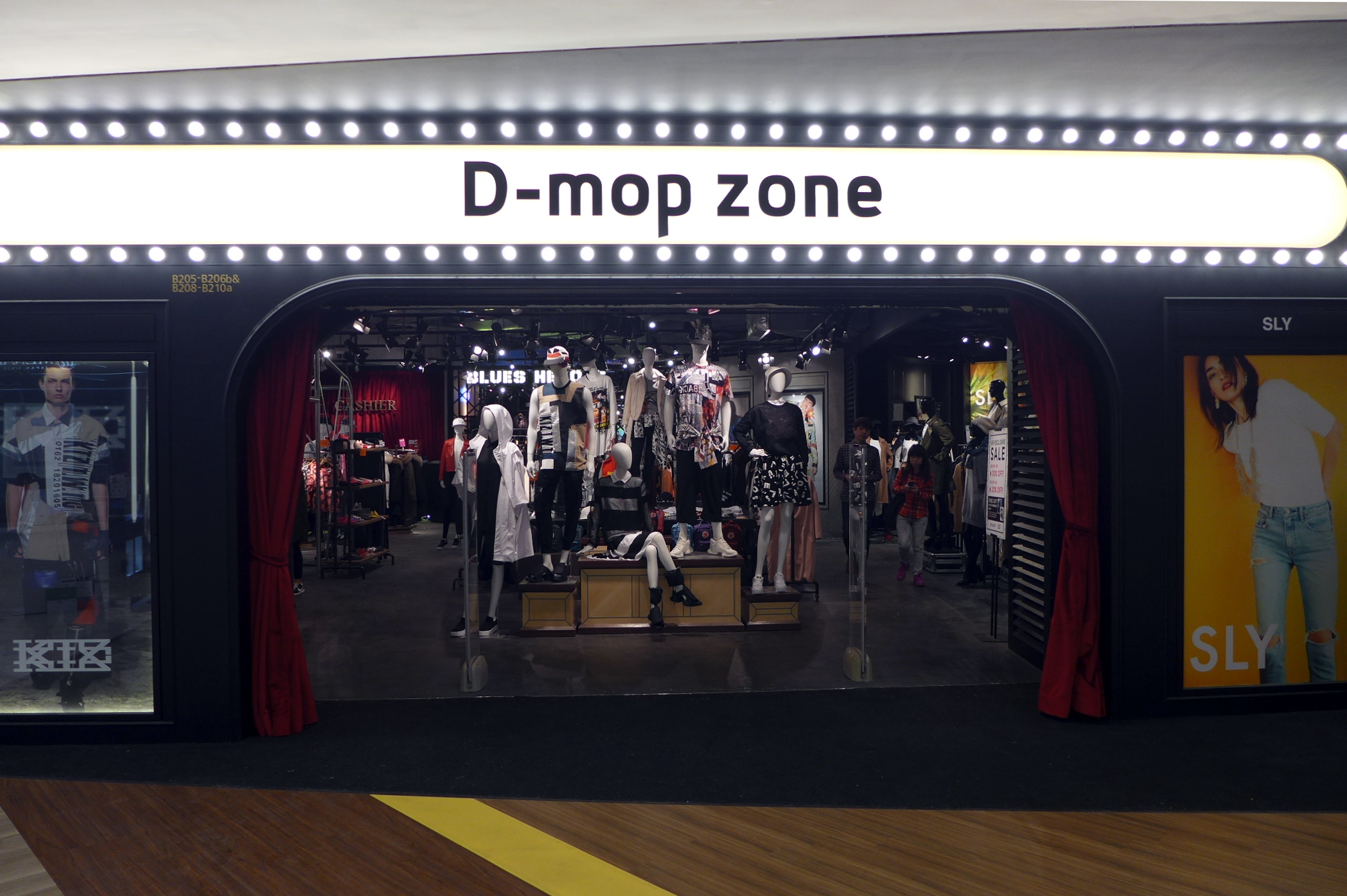
D-mop在尖沙咀河內道K11分店

永嘉集團控股有限公司，簡稱永嘉集團（英語：Win Hanverky Holdings Limited，港交所：3322），業務為生產及銷售成衣產品，包括運動服、高級時裝服飾及有關配飾。其生產基地主要位於中國大陸、越南及柬埔寨。銷售以原設備生產安排為主，外銷至主要位於歐洲、美國、中國大陸及其他國家的客戶，並以零售模式在中國大陸、香港、澳門、台灣及新加坡出售。透過「D-mop」及「J-01」店舖於香港及中國大陸銷售自家品牌及進口品牌。此外，亦擁有「Y-3」於中國大陸、香港、澳門、
台灣及新加坡，「Thomas Sabo」、「Tara Jarmon」及「Heron Preston」於中國大陸、香港及
澳門的分銷權。亦在中國大陸以「Champion」及「DAKS」品牌、在香港以「Marcelo
Burlon」品牌及在香港及澳門以「New Era」品牌經營專營店。
於1980年由李國棟（主席）和黎清平（總裁）創立，名為「永嘉有限公司」。
總部位於香港九龍青山道 481 號香港紗廠工業大廈第六期6字樓。
該股份在2006年9月6日於港交所主板上市，招股價為2.38港元，發行新股為3億股，而集資額為7億港元。

## 連結
- WinHanverky.com （页面存档备份，存于）